# Rezonanční efekt (Hvězdná brána)
Rezonanční efekt je 13. epizoda 9. řady sci-fi seriálu Hvězdná brána.

## Děj
Neplánovaná mimozemská aktivace hvězdné brány přivede generála Landryho a Dr. Carolyn Lamovou do řídící místnosti. Když se Hvězdná brána připravuje k otevření, objeví se krátký oslepující záblesk světla a zvláštní zvuk. SG-1 oblečená v černých uniformách, projde bránou. Landry poznamenává, že se vracejí brzy.
Při následné poradě vyjde na světlo řada nesrovnalostí. Avšak jejich vysvětlení přerušuje další mimozemská aktivace. SG-1 (v zelených uniformách) přichází podle plánu. Landry nařizuje Dr. Lamové, aby týmy vyšetřila. Došli k závěru, že oba týmy jsou opravdu SG-1, ale vše nasvědčuje tomu, že "zelená" SG-1 je pravá. (Černá SG-1, například věří, že Tok'ra Selmak je stále naživu.)
Pro získání více informací, probíhá současně několik výslechů. Daniel Jackson z "černé" SG-1 je vyslýchán podplukovníkem Cameronem Mitchellem ze "zelené" SG-1, Landry vyslýchá Mitchella z "černé" SG-1, Dr. Daniel Jackson ze "zelené" SG-1 si dělá poznámky při výslechu Teal'ca z "černé" SG-1. Mezitím, oba podplukovníci Carterové diskutují, ve snaze zjistit příčinu problému.
Carterová (zelená) vysvětluje Landrymu a zbytku "zeleného" týmu SG-1, že černá díra vytvořená Orii, má na svědomí, že další SG-1 přišla z alternativní reality. Náhle je tu další neplánovaná mimozemská aktivace. V kontrolní místnosti je "zelená" SG-1 a Landry, kteří sledují, jak další SG-1, která je pod palbou a oblečená v modrých uniformách, probíhá bránou. Landry nařizuje zákaz používání brány.
Zatímco Dr. Bill Lee diskutuje situaci se "zelenou" Carterovou, "černá" Carterová se k nim připojí. Mezitím projde bránou více týmů SG-1. Nakonec, Landry bere "zeleného" Jacksona a Teal'ca do místnosti, kde čeká Dr. Janet Fraiserová. Jsou ohromeni, protože v našem vesmíru byla Janet Fraiserová zabita na misi. Dr. Fraiserová prozrazuje, že její země je zasažena Orijským morem. V tomto týmu je také Martouf, kterého Landry přivádí k "zelené" Carterové, která nyní pracuje na problému s minimálně 16 dalšími Carterovými. Při rozhovoru s Martoufem k nim přistoupí "černá" Carterová a říká, že má řešení.
"Zelená" SG-1 a Landry se radí s Kvasirem, který přichází namísto Thora. Vymysleli riskantní plán, ve kterém s použitím Promethea uzavřou průlom v prostoru, který přivedl tolik týmů SG-1. Bohužel, všechny týmy pak uvíznou v našem vesmíru.
Fraiserová navštíví Landryho, aby jej požádala o více času a nalezení lepšího řešení. Landry s ní soucítí, ale zároveň věří, že musí především chránit svou vlastní realitu.
Prometheus odlétá. Posádku tvoří pouze "zelená" a "černá" SG-1. Ale "černá" SG-1 brzy zahájí spiknutí, aby převzala velení lodi, vloupáním do zbrojnice. Vyzbrojeni Zat'nik'tely, zajmou zeleného Mitchella a vezmou jej na můstek. Prometheus je již na pozici, aby mohl pomocí Asgardských zbraní uzavřít průlom.
"Zelená" SG-1 je uvězněna, zatímco "černá" SG-1 přesměruje Promethea na Atlantis v galaxii Pegasus. Jejich záměrem je ukrást na Atlantis ZPM a vysadit "zelenou" SG-1 na některé obyvatelné planetě. Jakmile Teal'c zničí kamery v cele, "zelená" SG-1 vymyslí protispiknutí.
"Zelený" Mitchell žádá o rozhovor s "černým" Mitchellem. Oni potřebují ZPM pro napájení Antické základny v Antarktidě, což naznačuje, že nechápou situaci na Atlantis, kde je potřeba ZPM na ochranu města před Wraithy. "Zelený" Mitchell si uvědomuje, že "černá" SG-1 vytvořila celou situaci záměrně, a že znají cestu domů.
Jakmile se "zelený" Mitchell vrátí do cely, "zelená" Carterová vyzkratuje dveře a spolu s Jacksonem jdou do strojovny, zatímco Mitchell a Teal'c míří do zbrojnice. Když se pokouší otevřít dveře zbrojnice, objeví se "černý" Jackson a Teal'c a míří na "zeleného" Teal'ca a Mitchella. Je to však past: "zelený" Mitchell je ve skutečnosti "černý" Mitchell. Objeví se "zelená" Carterová a Jackson a míří Zat'nik'tely na "černého" Jacksona a Teal'ca. "Černá" SG-1 je vzata do cely, ve které dveře nelze vyzkratovat.
"Zelená" Carterová uskuteční plán na vrácení všech týmů SG-1 do svých vesmírů. Počínaje "černou" SG-1, jsou týmy, poslány zpět do své reality. Na rampě, "černý" Mitchell řekne tajemně "zelenému" Mitchellovi, "Až přijde čas, přeřízni ten zelený." Jako poslední odchází SG-1 s Martoufem a Fraiserovou a Landry jim předává lék na Orijský mor.